# Lutz Hoffmann
Lutz Hoffmann (n. 30 ianuarie 1959, Weißenfels, Republica Democrată Germană, Germania – d. 5 decembrie 1997, Bad Sachsa, Saxonia Inferioară, Germania) a fost un gimnast artistic ce a reprezentat Republica Democrată Germană, medaliat olimpic. A participat la o ediție a Jocurilor Olimpice (1980) în care a câștigat o medalie de argint.

## Participări
Lista de mai jos prezintă principalele competiții la care a participat Lutz Hoffmann de-a lungul carierei.
- gymnastics at the 1980 Summer Olympics – men's artistic team all-around[*]